# سيدي بوجنان
سيدي بوجنان تجمع حضري ثانوي تابع إقليميا لبلدية السواني إحدى بلديات دائرة باب العسة بولاية تلمسان الجزائرية.

## الموقع
تقع مدينة سيدي بوجنان شمال مدينة السواني بالقرب من الحدود الجزائرية المغربية، ، يمر بها الطريق الوطني رقم 7أأ.
إحداثيات الموقع الجغرافي :34.945578 شمالا و 1.933854 غربا (34°56′44″N 1°56′02″W / 34.945578°N 1.933854°W)

## مشاهير ولدت في مدينة سيدي بوجنان
ولد الأكاديمي والروائي الجزائري واسيني الأعرج في مدينة سيدي بوجنان في 08 أوت 1954

## المناخ
أغسطس/آب هو أكثر الشهور سخونة خلال العام بمتوسط درجة حرارة 25.3 درجة مئوية، ويناير/كانون الثاني هو أكثر الشهور برودة، مع متوسط درجة الحرارة 9.9 درجة مئوية، التفاوت في هطول الأمطار هو 46 ملم بين أكثر الشهور جفافًا وأكثر الشهور مطرا على مدار العام،
| الشهر                 | يناير | فبراير | مارس | أبريل | مايو | يونيو | يوليو | أغسطس | سبتمبر | أكتوبر | نوفمبر | ديسمبر | المعدل السنوي |
| --------------------- | ----- | ------ | ---- | ----- | ---- | ----- | ----- | ----- | ------ | ------ | ------ | ------ | ------------- |
| متوسط درجة الحرارة °م | 9.9   | 10.8   | 12.4 | 14.7  | 17.4 | 21    | 24.8  | 25.3  | 22.7   | 18     | 13.8   | 11     | 16.8          |
| أدنى درجة حرارة °م    | 4.9   | 5.4    | 7.2  | 8.7   | 11.7 | 15.1  | 18.1  | 18.8  | 16.2   | 12.1   | 8.9    | 5.6    | 4.5           |
| الدرجة القصوى °م      | 15    | 16.2   | 17.7 | 20.7  | 23.2 | 27    | 31.6  | 31.9  | 29.2   | 24     | 18.7   | 16.4   | 31.9          |
| الهطول مم             | 45    | 40     | 45   | 46    | 34   | 11    | 2     | 3     | 17     | 32     | 39     | 48     | 362           |